# Fédération Luxembourgeoise de Football
Die Fédération Luxembourgeoise de Football (FLF) (luxemburgisch: Lëtzebuerger Foussballfederatioun; deutsch: Luxemburger Fußballverband) ist der nationale Fußballverband von Luxemburg. Im Luxemburger Verband sind 37.158 Aktive (Spieler und Schiedsrichter) in 106 Vereinen organisiert (Stand 18. Juli 2014). Die FLF richtet den Ligabetrieb der Luxemburger Vereine, bis hin zur BGL Ligue, sowie den Luxemburger Pokalwettbewerb, den Coupe de Luxembourg aus und organisiert die verschiedenen Luxemburger Fußballnationalmannschaften. Obwohl Fußball in Luxemburg Nationalsport ist, sind sowohl die Luxemburger Vereine als auch die beiden Nationalmannschaften international wenig erfolgreich.

## Geschichte
Ende 1906 wurde der erste Fußballclub in Luxemburg, CS Fola Esch Football an Lawn Tennis Club, gegründet, bereits knapp zwei Jahre später gab es 13 Clubs, die sich einen Dachverband geben wollten. Dieser wurde im November 1908 durch Vertreter der 13 Clubs ins Leben gerufen. Bereits anderthalb Jahre später, im Frühjahr 1910, wurde der Verband von der FIFA aufgenommen und organisierte erstmals eine Luxemburger Fußballmeisterschaft. Im Herbst 1911 folgte dann das erste Länderspiel der Herrenauswahl gegen Frankreich, das jedoch in der Luxemburger Hauptstadt mit 1:4 verloren ging. 1913 konnte aus organisatorischen Problemen keine Meisterschaft ausgetragen werden, diese wurde jedoch trotz deutscher Okkupation während des Ersten Weltkrieges fortgesetzt. 1922 wurde der Coupe de Luxembourg erstmals ausgetragen. Während der erneuten deutschen Besetzung während des Zweiten Weltkrieges wurde der Luxemburger Verband 1941 zwangsaufgelöst und die Mitgliedsvereine dem Fußballgau Mosel zwangsweise zugewiesen.
Schon Anfang 1945 wurde der Verband wiederhergestellt und trug noch im Jahr des Endes des Weltkrieges die erste Meisterschaft aus. 1954 gehörte die FLF zu den 29 Gründungsmitgliedern der UEFA.
Seit der Saison 2001/2002 wird der Coupe des Dames ausgespielt.
Obwohl Luxemburg außer an den jeweils ersten Turnieren an allen Welt- wie Europameisterschaften der Herren teilnahm, gelang nie die Qualifikation zur Endrunde. Größter internationaler Erfolg war das Erreichen des letzten Ausscheidungsrunde vor der Europameisterschaft 1964, mithin eine Platzierung unter den besten acht europäischen Mannschaften, da die EM-Endrunde lediglich vier Teilnehmer hatte.
In der Runde der letzten 16 konnte zuerst die Nationalmannschaft der Niederlande mit 1:1 und 2:1 besiegt werden, bevor man gegen Dänemark nach zwei Unentschieden (2:2 und 3:3) knapp mit 0:1 im Entscheidungsspiel unterlag.
Seitdem sind jedoch internationale Erfolge des Verbandes äußerst rar.
Heute allerdings gewinnen die Jugendspieler des luxemburgischen Kaders viele kleine Spiele/Turniere gegen das Rheinland oder andere Vereine der Nachbarländer: Frankreich, Belgien und Deutschland. An den meisten Siegen sind entweder die U15-Mannschaft oder die U17-Mannschaft beteiligt.
Die Jugend spielt allerdings nicht viele internationale Spiele gegen andere Länder.

## UEFA-Fünfjahreswertung
Platzierung in der UEFA-Fünfjahreswertung:
(in Klammern die Vorjahresplatzierung). Die Kürzel CL, EL und CO hinter den Länderkoeffizienten geben die Anzahl der Vertreter in der Saison 2026/27 der Champions League, der Europa League sowie der Conference League an.
- 46.  (47)  Albanien (Liga, Pokal) – Koeffizient: 7.875 – CL: 1, EL: 0, CO: 3
- 47.  (53)  Montenegro (Liga, Pokal) – Koeffizient: 7.208 – CL: 1, EL: 0, CO: 3
- 48.  (43)  Luxemburg (Liga, Pokal) – Koeffizient: 6.875 – CL: 1, EL: 0, CO: 3
- 49.  (52)  Wales (Liga, Pokal) – Koeffizient: 6.791 – CL: 1, EL: 0, CO: 3
- 50.  (46)  Georgien (Liga, Pokal) – Koeffizient: 6.625 – CL: 1, EL: 0, CO: 3

Stand: Ende der Europapokalsaison 2024/25

### Präsidenten
- 1909-1913: Max Metz
- 1913-1915: Jules Fournelle
- 1915-1917: René Leclère
- 1917-1918: J. Geschwind
- 1918-1920: Guillaume Lemmer
- 1921-1950: Gustave Jacquemart
- 1950-1961: Émile Hamilius
- 1961-1968: Albert Kongs
- 1969-1981: René van den Bulcke
- 1981-1986: Remy Wagner
- 1986-1998: Norbert Konter
- 1998-2004: Henri Roemer
- seit dem 14. Februar 2004: Paul Philipp